# پروتیه (خودرو)
پروتیه (خودرو) (Protea (car)) خودرویی است که در سال‌های ۱۹۵۷ تا ۱۹۵۸در آفریقای جنوبی تولید شده‌است.
این خودرو در کلاس خودرو اسپورت قرار گرفته، است.
موتور آن ۱۱۷۲ سی‌سی است.